# Жипси
Жипси (фр. Gipcy) насеље је и општина у централној Француској у региону Оверња, у департману Алије која припада префектури Мулен.
По подацима из 2011. године у општини је живело 224 становника, а густина насељености је износила 8,12 становника/km². Општина се простире на површини од 27,57 km². Налази се на средњој надморској висини од 385 метара (максималној 433 m, а минималној 244 m).

## Демографија
| 1962. | 1968. | 1975. | 1982. | 1990. | 1999. | 2011. |
| ----- | ----- | ----- | ----- | ----- | ----- | ----- |
| 318   | 382   | 303   | 292   | 273   | 233   | 224   |

График промене броја становника у току последњих година